# Георги Антонов (офицер)
Вижте пояснителната страница за други личности с името Георги Антонов.
Георги Ангелов Антонов е командир в Беломорския флот на България и в Черноморския флот, началник на Машинното училище във Варна, комендант на Кюстенджа, преводач и автор на учебници, идеолог на Българския народен морски сговор (БНМС), на популяризирането на тази идея сред българското морячество и обществеността са посветени много от статиите му. Той е един от най-видните строители на българския военноморски флот.
Георги Антонов е роден на 13 септември 1886 г. в Свищов. Завършва Минния офицерски клас в Морското инженерно училище „Император Николай I“ в Кронщат. Назначен е за началник на Машинното училище във Варна. В Първата световна война е в българските пристанища на Бяло море – Дедеагач и Порто Лагос. Той е командир в Беломорския флот на България и началник на минната отбрана на беломорския бряг на България, а по-късно е назначен за командир на миноносец и командващ група миноносци в Черноморския флот, заместник-началник на Подвижната отбрана, комендант на пристанище Кюстенджа, където умира заразен от петнист тиф на 13 януари 1919 г. след кратко боледуване.

## Военни звания
- Подпоручик (19 септември 1906)
- Поручик (22 септември 1909)
- Капитан (14 юли 1913)
- Майор (1918)